# Johanna Helena Herolt
Johanna Helena Herolt (1668, Fráncfort – 1723, Surinam), pintora alemana del siglo XVIII especializada flores y motivos vegetales. Hija de Johann Andreas Graff y de Maria Sibylla Merian, y hermana de Dorothea Maria Graff, todos pintores. 

## Biografía

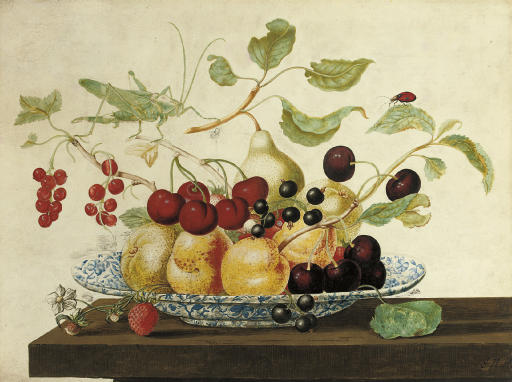
Bodegón de fruta con insectos (hacia 1690)

Según el RKD era la hija mayor de los pintores Maria Sibylla Merian y Johann Andreas Graff. Aprendió a pintar de sus padres junto con su hermana Dorothea Maria Graff. Aunque nació en Fráncfort, en 1670 la familia se trasladó a Núremberg, ciudad en la que creció. En 1681 su madre regresó a Fráncfort sin su marido, para vivir con su madre tras de la muerte del su padrastro, el pintor Jacob Marrel. Aunque Johann Andreas Graff se reunió con su familia posteriormente, en 1686 Merian dejó definitivamente a su marido, y se fue a vivir con sus dos hijas y su madre a una comunidad religiosa labadista en Wieuwerd (Friesland). Johann Andreas Graff hizo varios intentos de reconciliación, pero finalmente regresó a Alemania. En 1691 las cuatro mujeres se mudaron a Ámsterdam, donde instalaron un estudio dedicado a pintar flores y temas botánicos, continuando Merian su trabajo en "El Libro de las Orugas". Johanna se casó con el mercader Jacob Hendrik Herolt (también un antiguo miembro de la comuna religiosa labadista), el 28 de junio de 1692. Tuvieron dos niños que quedaron a cargo de Johanna, que para mantenerlos, se dedicó a trabajar para Agnes Block y para la Ámsterdam Hortus al igual que su propia madre.
Johanna emigró con su marido a Surinam en 1711, donde probablemente murió, en algún momento después de 1723.

## Trabajos
Una serie numerada de 49 dibujos firmada por Herolt en pergamino figura en la colección del Herzog Anton Ulrich Museo, de Brunswick. Esta serie fue posiblemente encargada por la botánica y coleccionista menonita Agnes Block. Otros dibujos de Herolt forman parte de las colecciones del Museo Británico.